# Hagon-dong
Hagon-dong (koreanska: 학온동)  är en stadsdel i staden Gwangmyeong i provinsen Gyeonggi i den nordvästra delen av Sydkorea, 19 km sydväst om huvudstaden Seoul.  